# Assia Djebar
Assia Djebar, sub numele real Fatima-Zohra Imalayen, (n. 30 iunie 1936, Cherchell, Provincia Tipaza, Algeria – d. 6 februarie 2015, Paris, Île-de-France, Franța) a fost o scriitoare, traducătoare și producătoare de film algeriană, membră a Academiei Franceze.

## Opere
- La Soif, 1957
- Les impatients, 1958
- Les Enfants du Nouveau Monde, 1962
- Les Alouettes naïves, 1967
- Poème pour une Algérie heureuse, 1969
- Rouge l'aube
- L'Amour, la fantasia, 1985
- Ombre sultane 1987
- Loin de Médine, 1991
- Vaste est la prison, 1995
- Le blanc de l'Algérie, 1996
- Femmes d'Alger dans leur appartement, 2002
- La femme sans sépulture, 2002
- La disparition de la langue française, 2003

### Film
- La Nouba des femmes du Mont Chenoua, 1977
- La Zerda ou les chants de l'oubli, 1979